# Clarence, New York
Clarence är en kommun (town) i Erie County i delstaten New York. Vid 2010 års folkräkning hade Clarence 30 673 invånare.